# چایکووو
چایکووو (به لهستانی:  Czajkowo) یک روستا در لهستان است که در گمینا گوستنگ واقع شده‌است. چایکووو ۱۹۰ نفر جمعیت دارد.